# Maresciallo di terza classe
Il maresciallo di terza classe è il primo grado del ruolo marescialli inquadrato nella categoria dei sottufficiali dell'Aeronautica Militare, è superiore al sergente maggiore capo e subordinato al maresciallo di seconda classe. Il distintivo di grado del maresciallo di terza classe è costituito da una barretta d'oro screziata di blu.

L'insegna di maresciallo di terza classe